# Lycus sanguineus
Lycus sanguineus es una especie de escarabajo de alas de red perteneciente a la familia Lycidae. Lycus sanguineus es parte del género Lycus y de la familia de los escarabajos de alas rojas. Se encuentra distribuido en América del Norte. En Arizona, es el lícido que se encuentra a menor altitud en las cerranías.

## Descripción
Los L. sangunineus miden de 11,5 a 14,5 milímetros (0,5 a 0,6 plg) de largo y son de color escarlata. Cuenta con escasos setas o erizados, con el abdomen cubierto por élitros largos en los machos o expuesto por élitros cortos y estrechos en las hembras con el cuarto o quinto segmento apical siendo negro. Los machos a menudo se encuentran aferrados a la hierba en Texas y Arizona.